# NGC 955
NGC 955 je galaksija u zviježđu Kit.

## Vanjske poveznice
- SEDS: NGC 955